# Craig McLachlan
Craig McLachlan (Sídney, Nueva Gales del Sur; 1 de septiembre de 1965) es un actor y cantante australiano, conocido por haber interpretado a Ed Russell en la serie Bugs y por sus apariciones en las series Sons and Daughters, Neighbours y en Home and Away.

## Biografía
Craig es hijo de Peter y Madeline McLachlan, tiene un hermano Bruce McLachlan un agente inmobiliario de alto perfil de McLachlan Partners. Cuando tenía 14 años su padre Peter murió.
Craig estuvo casado con Karen Williams, sin embargo la pareja se divorció en 1989.
En 1993 se casó con la actriz Rachel Friend, a quien conoció en el set de la serie Neighbours, sin embargo un año después se divorciaron.
Craig comenzó a salir con la actriz Charlotte Avery, la pareja tuvo un hijo Jacob McLachlan en 2000, pero la relación terminó después de cinco años.
Actualmente McLachlan sale con la coreógrafa y actriz Kelley Abbey, la pareja se comprometió en 2010.

## Carrera
Craig es uno de los actores más versátiles y conocidos de Australia y el Reino Unido, ha participado en varias películas, series de televisión, puestas en escenas y música. Ha interpretado diferentes clases de personaje, desde personajes tranquilos, alocados hasta asesinos sin alma.
En 1987 obtuvo su primer papel en Sons and Daughters, sin embargo se dio a conocer cuando interpretó a Henry Ramsay, el hermano de Charlene Ramsay (Kylie Minogue) en la exitosa serie australiana Neighbours del 19 de febrero del mismo año hasta el 23 de noviembre de 1989 después de que su personaje decidiera mudarse a Nueva Zelanda con su esposa Bronwyn Davies para trabajar ahí como DJ. A principios de diciembre de 2014 se anunció que Craig sería uno de los antiguos personajes que regresarían brevemente a la serie para celebrar el aniversario número 30 de Neighbours en marzo de 2015.
En 1990 apareció en un episodio de la exitosa serie australiana Home and Away, donde interpretó al maestro Grant Mitchell.
De 1991 a 1992 apareció en películas como: Heroes II: The Return, donde dio vida al Lt. Walter Carey, también apareció en Absent Without Leave, Mad Bomber in Love y Catherine the Great, junto a la actriz Catherine Zeta-Jones.
En 1995 apareció en la serie de televisión británica Bugs, donde interpretó a Ed Russell, un agente independiente y un experto en electrónica, que junto a sus colegas trabajaban secretamente para combatir las amenazas y ataques terroristas. McLachlan se fue del show en 1997 después de la tercera serie debido a un desacuerdo con los productores y el director. En 1999 apareció en la miniserie Tribe, donde interpretó a Ralph Leyton.
En 2001 apareció en las películas Abschied in den Tod donde interpretó al Detective Const. Steve McNamara, Let's Get Skase donde interpretó a Eric Carney, My Husband My Killer, Invincible y la película de terror Cubbyhouse. En el 2002, Craig tuvo su primer gran avance en el cine con la película estadounidense Superfire, donde interpretó al bombero Jack Skidder, quien muere en el final de la película. Ese mismo año apareció en la serie Always Greener donde dio vida a Greg Graham.
En 2004, apareció como personaje recurrente en la exitosa serie australiana Mcleod's Daughters, donde dio vida a Kane Morgan, el hermano de Luke e interés romántico de Stieve. También apareció en la miniserie Through My Eyes, como Michael Chamberlain, junto a la actriz Miranda Otto.
En 2005 interpretó a Jeff Kennard en la película australiana Hating Alison Ashley, junto a su antigua compañera de Mcleod's Daughters, Rachael Carpani. También apareció en la serie Supernova donde dio vida a Alistair Foster en el episodio "Unity".
En 2006, apareció en el Melbourne International Comedy Festival como comediante.
En 2009 participó en la película mexicana Amar a morir como Nick y en la película australiana Savages Crossing. También apareció en las series The Cut y en Packed to the Rafters donde interpretó a Steve Wilson.
En 2011 se unió a la sexta temporada del programa Dancing On Ice sin embargo no calificó para estar entre los participantes, su pareja era la patinadora búlgara Maria Filippov. Ese mismo año apareció como personaje invitado en varios episodios de la serie Rescue Special Ops donde interpretó a Hayden Bradley.
En 2013 se unió al elenco principal de la serie The Doctor Blake Mysteries donde interpreta al doctor Lucien Blake, quien después de no ver a su padre por más de 30 años regresa a Ballarat en 1959 para hacerse cargo del centro médico de su padre después de que este muriera, hasta ahora.
Ese mismo año apareció como invitado en tres episodios de la segunda temporada de la serie House Husbands. y se anunció que aparecería en la segunda temporada de la serie Redfern Now.
En mayo de 2016 se anunció que Craig se había unido al elenco de la serie dramática Deep Water.

## Filmografía

### Series de televisión
| Año               | Título                        | Personaje              | Notas                      |
| ----------------- | ----------------------------- | ---------------------- | -------------------------- |
| 2018 - presente   | Restoration                   | Andrew Majury          | -                          |
| 2013 - 2017       | The Doctor Blake Mysteries    | Dr. Lucien Blake       | 44 episodios               |
| 2017              | True Story with Hamish & Andy | Kev                    | ep. "Stubby"               |
| 2016 - 2017       | The Wrong Girl                | Eric Albrectson        | 18 episodios               |
| 2016              | Deep Water                    | Kyle "Hammers" Hampton | 4 episodios                |
| 2013              | Redfern Now                   | Jack                   | episodio "Consequences"    |
| 2013              | House Husbands                | Damo                   | 3 episodios                |
| 2013              | Lightning Point               | Padre de Amber         | episodio "Family Ties"     |
| 2010, 2012        | Lowdown                       | Ben Hollander          | 2 episodios                |
| 2008 - 2009, 2012 | Packed to the Rafters         | Steve Wilson           | 6 episodios                |
| 2011              | NCIS: Los Ángeles             | Clifford Bosworth      | episodio "Lone Wolf"       |
| 2011              | At Home with Julia            | Steve, el jardinero    | 4 episodios                |
| 2011              | Rescue Special Ops            | Hayden Bradley         | 6 episodios                |
| 2009              | The Cut                       | Dutch Holland          | episodio "A Falcon's Tail" |
| 2008              | City Homicide                 | Leon Grasby            | episodio "Golden"          |
| 2004              | Mcleod's Daughters            | Kane Morgan            | 10 episodios               |
| 2001 - 2002       | Always Greener                | Greg Graham            | 5 episodios                |
| 1995 - 1997       | Bugs                          | Ed Russell             | 30 episodios               |
| 1990              | Home and Away                 | Grant Mitchell         | 2 episodios                |
| 1987 - 1989       | Neighbours                    | Henry Ramsay           | 238 episodios              |
| 1987              | Sons and Daughters            | Estudiante             | episodio # 1.869           |

### Películas
| Año  | Título                    | Personaje             | Notas                                                                                                 |
| ---- | ------------------------- | --------------------- | --- |
| 2012 | The Last Match            | Val                   | corto - junto a Sarah Armanious, Marcus Graham, T.J. Power & Julian Shaw                              |
| 2009 | Amar a morir              | Nick                  | junto a José María de Tavira                                                                          |
| 2009 | Savages Crossing          | Mory                  | junto a John Jarratt, Chris Haywood & Jessica Napier                                                  |
| 2005 | The Great Raid            | Teniente Riley        | junto a Benjamin Bratt, James Franco, Sam Worthington, Joseph Fiennes & Christopher Morris            |
| 2005 | BlackJack: Ace Point Game | Michael Hasler        | junto a Inge Hornstra, Doris Younane & Marta Dusseldorp                                               |
| 2005 | Hating Alison Ashley      | Jeff Kennard          | junto a Rachael Carpani, Saskia Burmeister, Delta Goodrem & Leah de Niese                             |
| 2004 | Through My Eyes           | Michael Chamberlain   | junto a Miranda Otto, Peter O'Brien, Nadine Garner, Shaun Micallef, Andrew McFarlane & Travis McMahon |
| 2002 | Superfire                 | Jack Skidder          | junto a D.B. Sweeney, Diane Farr, Ellen Muth, John Noble & Emma Lung                                  |
| 2002 | Heroes' Mountain          | Stuart Diver          | junto a Anthony Hayes, Andrew McFarlane, Andy Anderson & Nadine Garner                                |
| 2001 | Cubbyhouse                | Bill                  | junto a Joshua Leonard & Belinda McClory                                                              |
| 2001 | Invencibles               | Teniente              | junto a Billy Zane, Myles Pollard & Matt Boesenberg                                                   |
| 2001 | My Husband My Killer      | Warren Elkins         | junto a Colin Friels, Chris Haywood, Geoff Morrell, Linda Cropper, Bridie Carter & Abi Tucker         |
| 2001 | Let's Get Skase           | Eric Carney           | junto a Alex Dimitriades & Lachy Hulme                                                                |
| 2001 | Abschied in den Tod       | Det. Steve McNamara   | junto a Tony Barry, Sophie Heathcote, Nicholas Bell & Bernard Curry                                   |
| 1995 | Catherine the Great       | Saltykov              | junto a Catherine Zeta-Jones & John Rhys-Davies                                                       |
| 1992 | Absent Without Leave      | James Edwards         | junto a Brett Tucker, Stephen Lovatt & Bernard Curry                                                  |
| 1992 | Mad Bomber in Love        | Látigo                | junto a Marcus Graham                                                                                 |
| 1991 | Heroes II: The Return     | Teniente Walter Carey | junto a Nathaniel Parker & Miranda Otto                                                               |

### Teatro
| Año        | Obra                          | Personaje           | Director (a)    | Teatro            | Notas                                                              |
| ---------- | ----------------------------- | ------------------- | --------------- | ----------------- | ------------------------------------------------------------------ |
| 2009, 2010 | Chicago-The Musical           | Billy Flynn         | -               | Burswood Theatre  | junto a Sharon Millerchip, Caroline O'Connor & Gina Riley          |
| 2008       | Cinderella                    | Príncipe Encantador | -               | Mayflower Theatre | junto a Christopher Biggins                                        |
| 2007       | Chitty Chitty Bang Bang       | Caractacus Potts    | -               | Mayflower Theatre | junto a Alvin Stardust & Tony Adams                                |
| 2007       | White Christmas The Musical   | Bob Wallace         | Irving Berlin   | Mayflower Theatre | junto a Tim Flavin & Rachel Stanley                                |
| 2005       | Grease: The Arena Spectacular | -                   | -               | -                 | junto a Tamsin Carroll, Natalie Bassingthwaighte & Magda Szubanski |
| 2005       | Lifting The Lid               | -                   | -               | -                 | -                                                                  |
| 1998       | Grease                        | -                   | David Gilmore   | -                 | junto a Michael Cormick, Dannii Minogue & Tottie Goldsmith         |
| 1993       | Grease                        | Danny               | -               | Mayflower Theatre | junto a Deborah Gibson                                             |
| 1992       | The Rocky Horror Show         | -                   | Richard O'Brien | Comedy Theatre    | junto a Alyssa Jane Cook, Christopher Kirby & Gina Riley           |

## Carrera musical
McLachlan también es un exitoso cantante. Tuvo un gran éxito en países como Australia y el Reino Unido, algunos de sus hits fueron el remake de la canción de Bo Diddley, "Mona" y "Amanda" en 1990 y "On My Own" en 1991.
Álbumes
- 1990 - Craig McLachlan & Check 1-2 ("Craig McLachlan & Check 1-2") ^
- 1991 - Hands Free
- 1992 - The Rocky Horror Show
- 1993 - Grease (con el elnco original de Londres)
- 1995 - The Culprits ("Craig McLachlan & The Culprits")

Sencillos
- 1989 - Rock The Rock ("Craig McLachlan & Check 1-2")
- 1990 - Mona ("Craig McLachlan & Check 1-2")
- 1990 - Amanda ("Craig McLachlan & Check 1-2")
- 1990 - I Almost Felt Like Crying ("Craig McLachlan & Check 1-2")
- 1991 - On My Own
- 1991 - One Reason Why
- 1992 - I Hear You Knocking
- 1992 - Time Warp
- 1993 - You're The One That I Want (a dueto con Deborah Gibson)
- 1993 - Grease (con el elenco original en Londres de Grease)
- 1995 - Hear The World Cry ("Craig McLachlan & The Culprits")
- 1995 - If We Were Angels / Roxy ("Craig McLachlan & The Culprits")
- 1995 - Everyday ("Craig McLachlan & The Culprits")

Videos
- 1990 - Craig McLachlan & Check 1-2: The Video - entrevistas y videoclips de las canciones "Mona", "Amanda", "Rock The Rock" y "I Almost Felt Like Crying"

## Premios y nominaciones
| Año  | Categoría                                         | Premio             | Serie                      | Resultado |
| ---- | ------------------------------------------------- | ------------------ | -------------------------- | --------- |
| 2016 | Best Actor                                        | Silver Logie Award | The Doctor Blake Mysteries | Nominado  |
| 2015 | Most Popular Actor                                | Logie Award        | The Doctor Blake Mysteries | Nominado  |
| 2014 | Most Outstanding Actor                            | Silver Logie Award | The Doctor Blake Mysteries | Nominado  |
| 1991 | Most Popular Actor                                | Silver Logie Award | Home and Away              | Ganador   |
| 1990 | Most Popular Personality on Australian Television | Gold Logie Award   | Neighbours                 | Ganador   |
| 1990 | Most Popular Actor                                | Silver Logie Award | Neighbours                 | Ganador   |
| 1989 | Most Popular Actor                                | Silver Logie Award | Neighbours                 | Ganador   |